# 디지털 스파이
디지털 스파이(영어: Digital Spy)는 영국의 엔터테인먼트, 미디어 웹사이트이다. comScore의 통계에 따르면, 새 웹사이트에 2천 백만명의 사용자들을 가지고 있는 영국의 4번째로 큰 엔터테인먼트 웹사이트다.